# 살바도르 (1986년 영화)
《살바도르》(Salvador)는 1986년 개봉한 올리버 스톤 감독의 드라마, 스릴러, 전쟁 영화이다. 미국에서 제작되었으며, 제임스 우즈, 제임스 벨루시 등이 출연하였다.

## 출연

### 주연
- 제임스 우즈

### 조연
- 제임스 벨루시
- 마이클 머피
- 엘피디아 칼리로
- 토니 플라나
- 콜비 체스터
- 존 세비지

## 기타
- 협력프로듀서: 밥 모로니스
- 미술: 브루노 루베오
- 의상: 캐스린 모리슨
- 배역: 밥 모로니스

## 같이 보기
- 엘살바도르 내전